# Šajkača

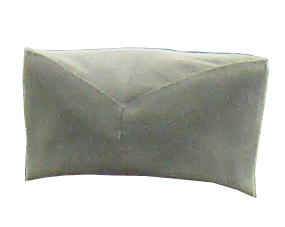
Šajkača

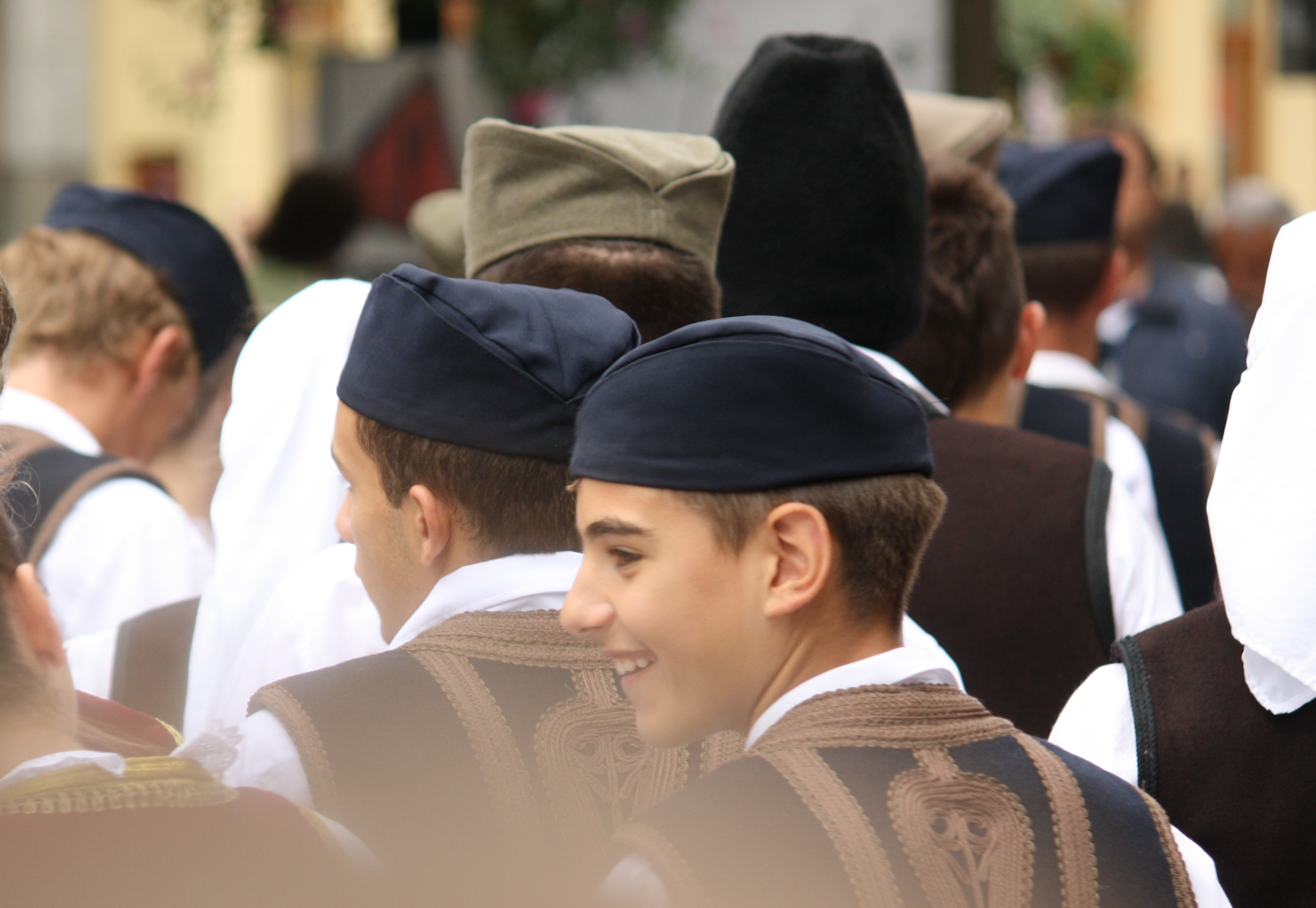

La šajkača (en serbe cyrillique : Шајкача) est le couvre-chef national de Serbie porté, aujourd'hui et hier, par des Serbes sur tout le territoire de l'ancienne Yougoslavie. Créé au xviiie siècle, il fut porté à l'origine par les hommes de la flotte de rivière serbe au service de la monarchie habsbourgeoise (qui étaient appelés les Šajkaši). Ces derniers menaient des raids de faible amplitude sur les positions turques permettant à des petits groupes de réfugiés serbes de s'évader de l'Empire ottoman vers le royaume habsbourgeois. Les réfugiés copièrent la forme du bonnet et le répandirent dans la communauté serbe.
La šajkača est facilement identifiable par son dessin avant ressemblant à un V ou à la poupe d'un navire vu de dessous. Il gagna en popularité au début du xxe siècle quand il devint le bonnet officiel de l'Armée serbe lors de la Première Guerre mondiale. Il fut utilisé par les commandants serbes de la république serbe de Bosnie lors de la guerre de Bosnie dans les années 1990 et est aujourd'hui porté quotidiennement par certains villageois serbes.
Il remplaça le fez, à la fin du XIXe siècle parmi la population serbe de Bosnie, et le Ćelav (queleshe) serbe.

## Utilisation
Certains Serbes de Serbie, de Bosnie-Herzégovine et du Monténégro, généralement les seniors, portent quotidiennement le bonnet. Au Monténégro, la šajkača est portée ainsi que le chapeau traditionnel monténégrin. La šajkača est également un symbole du nationalisme serbe.